# Nova República (La guerra de les galàxies)
La Nova República és un govern fictici de l'univers d'Star Wars.
Després de la decisiva victoria rebel a la batalla d'Endor, la República Galàctica es reorganitza donant lloc a la Nova República. L'objectiu de la Nova República és restaurar la democràcia a tota la galàxia. Inicialment, el planeta Chandrila va servir com a capítal pel governament del Senat Galàctic; posteriorment, es va relocalitzat al planeta Hosnian Primer, després de la seva destrucció pel Primer Orde a El despertar de la força.